# Peter Bossman

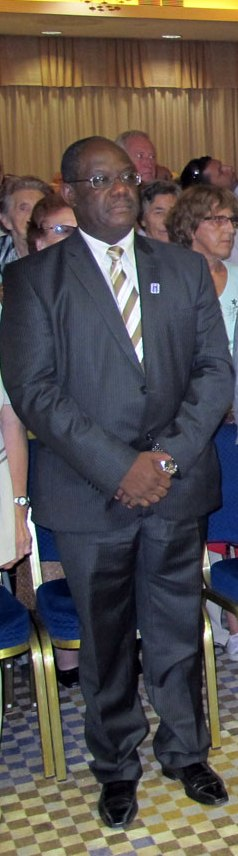
Peter Bossman 2011

Peter Bossman (* 2. November 1955 in Nyive, Ghana) ist ein slowenischer Politiker ghanaischer Herkunft: Von 2010 bis 2018 war er Bürgermeister der Stadt Piran.

## Leben und Karriere
Bossman ist Nachfahre eines niederländischen Händlers, von dem der Familienname stammt. Sein Vater war ein persönlicher Freund von Kwame Nkrumah und half beim Aufbau ghanaischer Botschaften im Ausland. Peter Bossman wuchs deshalb in verschiedenen Staaten Nordafrikas, in der Schweiz und Großbritannien auf. Er kam 1977 nach Jugoslawien, um der Militärregierung in Ghana zu entgehen und studierte durch ein UN-Stipendium Medizin an der Universität Ljubljana. Ursprünglich hatte er vor, nach dem Studium wieder nach Ghana zurückzukehren, lernte dann jedoch eine kroatische Kommilitonin kennen, die er heiratete und mit der er drei Kinder hat. Seiner Frau folgte er nach Piran, wo sie eine Anstellung als Ärztin fand. Bossman selbst ist Facharzt für Allgemeinmedizin. Er arbeitet seit den 1980er Jahren als Arzt in Koper, lebt aber in Piran.  Während des 10-Tage-Kriegs meldete sich Bossman als freiwilliger Arzt. Nach der Unabhängigkeitserklärung Sloweniens und seiner Einbürgerung trat er der Partei Socialni demokrati (SD) bei, für die er 1998 in den Stadtrat von Piran gewählt und 2002 Vorsitzender des Stadtteilrats von Lucia wurde.
Bei den Bürgermeisterwahlen in Piran 2010 trat Bossman erneut für die SD an und erreichte im ersten Wahlgang 30 % der Stimmen, was zu einer Stichwahl gegen den bisherigen konservativen Amtsinhaber Tomaž Gantar führte. Bossman gewann die Stichwahl mit 51,4 % der Stimmen und wurde dadurch zum ersten Bürgermeister afrikanischer Abstammung in Slowenien und den MOEL insgesamt gewählt. Bei der darauffolgenden Bürgermeisterwahl setzte sich Bossman in der Stichwahl am 19. Oktober 2014 mit 59,1 % gegen seinen Herausforderer Sebastjan Jeretič, den Kandidaten der Partei Slovenija za vedno, durch. Er gehörte auch dem Europäischen Ausschuss der Regionen an. Bei der Bürgermeisterwahl 2018 trat er nicht mehr an.